# Statua equestre di Gengis Khan

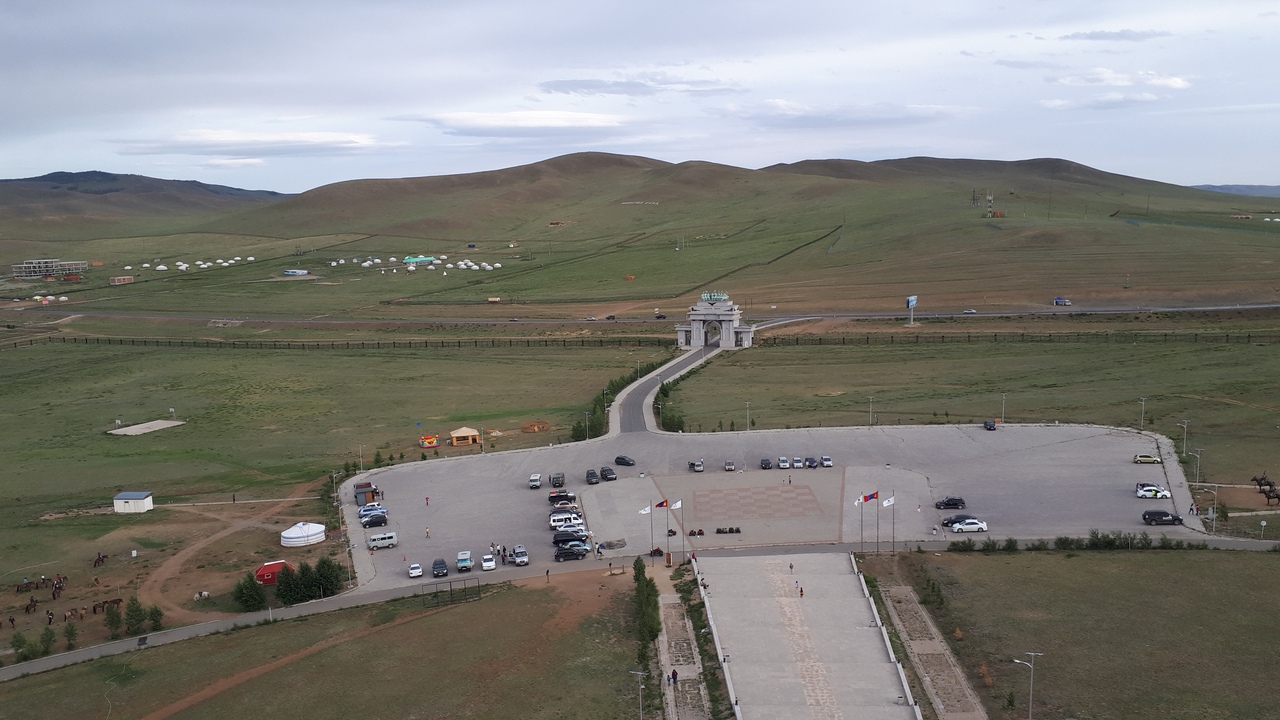
La strada principale che porta alla statua di Gengis Khan

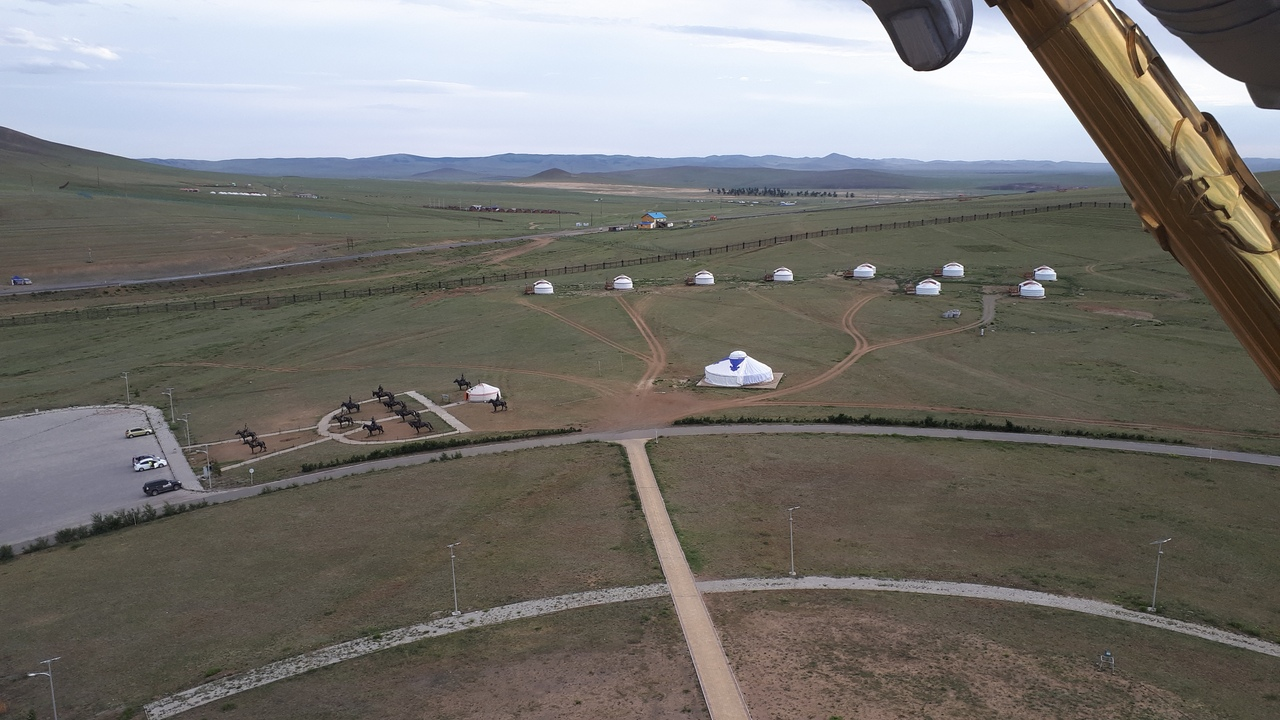
Vista del parco a tema dal ponte di osservazione sulla statua di Gengis Khan

La statua equestre di Gengis Khan è un monumento colossale dedicato a Gengis Khan situato a Tsonjin Boldog in Mongolia sulle rive del fiume Tuul Gol, circa 54 km a est della capitale Ulan Bator.
La statua, che rappresenta Gengis Khan a cavallo, è alta 30 metri e poggia su di un edificio circolare alto 10, per cui l'altezza totale del monumento (Genghis Khan Statue Complex) è di 40 metri. È attualmente (2020) la statua equestre più alta del mondo, anche se ci si aspetta che nel 2021 venga superata da Shiv Smarak, che misurerà 212 metri di altezza e sarà ubicata al largo delle coste di Mumbai, India.

## Descrizione
La statua, insieme al sottostante edificio commemorativo, è stata inaugurata nel settembre 2008 ed è opera dello scultore D. Erdenebileg e dell'architetto J. Enkhjargal. È costruita in acciaio ed ha un peso di circa 250 tonnellate. I visitatori possono raggiungere, attraverso una scala interna, la testa del cavallo, da dove si può ammirare il panorama dell'intero complesso. La statua è orientata verso est, in direzione del luogo di nascita di Gengis Khan.
L'edificio sottostante, di forma circolare, è delimitato da 36 colonne, ciascuna simboleggiante i 36 Khan mongoli succedutisi a partire da Gengis Khan. Il costo totale del monumento è stimato in 4,1 milioni di dollari. Nelle vicinanze si trova un museo dedicato alle varie culture succedutesi in Mongolia dall'età del bronzo e un'area ricreativa per visitatori di 212 ha.